# Denisovamänniskan
Denisovamänniskan var en population av släktet Homo som levde för omkring 200 000-40 000 år sedan. Men denisovamänniskan kan ha blandat sig med moderna människor i Papua Nya Guinea så sent som för 15 000 år sedan.
I mars 2010 publicerades upptäckten av små fragment (ett fingerben och en tand) efter ett barn som visade sig ha DNA som varken stämde överens med neanderthalare (Homo sapiens neanderthalis) eller den moderna människan (Homo sapiens sapiens). Fyndplatsen var Denisovagrottan i den sibiriska regionen Altaj Kraj i Ryssland. Möjligen kan fragmenten visa att Denisovamänniskan tillhörde en egen, tidigare okänd, underart av människan, eftersom det mitokondrie-DNA som utvunnits ur dem varken matchar neandertalare eller Homo sapiens sapiens. Den svenske forskaren Svante Pääbo tilldelades 2022 Nobelpriset bland annat för upptäckten av Denisovamänniskan.
Ett senare fynd från samma grotta visar att denisovamänniskor och neanderthalmänniskor blandat sig med varandra.
I december 2010 rekonstruerade ett internationellt forskarteam även DNA från cellkärnan i fingerbenet. Enligt den analysen skulle förfäderna till flera mindre folkslag i Asien och Australien, bland annat melanesier och aboriginer, ha denisovamänniskor bland sina förfäder. Även övriga asiater har huvudsakligen denisova-DNA i sina gener, men då i mindre mängder.
I maj 2019 avslöjade ett forskarteam att ett käkben funnet i en tibetansk grotta år 1980 visade sig komma från en denisovamänniska. Det sensationella  resultatet hade man kommit fram till genom att analysera rester av proteiner från käkbenet. Därmed flyttades tidsspannet för Denisovamänniskan 120 000 år bakåt i tiden. Grottan där man fann käkbenet ligger på en högplatå 3 280 meter över havet. Den syrefattiga luften där framkallar höjdsjuka hos de flesta moderna människor. Fram tills nu har man trott att ingen tidig människoart skulle klara sig i en sådan miljö. Men nu verkar det som att denisovamänniskan kan ha varit den första människoarten som acklimatiserat sig på extrema höjder.

## Anatomi och härstamning
Föga är känt om de anatomiska egenskaperna hos denisovamänniskorna, eftersom de enda fysiska efterlämningar som hittills upptäckts är de fingerben från vilka endast mitokondriellt genetiskt material har samlats in. En tand som hittades i Denisovagrottan har ett mitokondrie-DNA som är mycket lik den från fingerbenet och delar inget ärvt morfologiskt drag med neandertalare eller moderna människor.
Det sibiriska benet har ett mtDNA som skiljer sig från moderna människor genom 385 baser (nukleotider) i mtDNA-delen av cirka 16 500, medan skillnaden mellan moderna människor och neandertalare är omkring 202 baser. Däremot är skillnaden mellan schimpanser och moderna människor omkring 1462 mtDNA-baspar. Analys av arvsmassan visar att de delar en gemensam förfader med neandertalarna. Efter att de skilde sig från varandra, gick denisovamänniskorna och neandertalarna olika vägar.
Den exakta tidpunkten för det lager där fingerkotan hittades har inte varit möjlig att fastställa. Den specifika platsen för benet i grottan visar att det är nära i tid och rum då moderna människor och neandertalare levde, omkring 48 000-29 000 f.Kr.
Trots att det ibland sägs att det var en egen art, är det inte klart om detta verkligen var en egen art. Evolutionsbiologen Eske Willerslev vid Centrum för GeoGenetics vid Köpenhamns universitet säger följande:
| ” | (...) mtDNA-bevisen verifierar inte att det sibiriska fyndet representerar en ny art eftersom mtDNA ärvs endast från modern. Det är möjligt att vissa moderna människor eller neandertalare som levde i Sibirien för 40 000 år sedan hade ett ovanligt mtDNA, vilket kan ha kommit från en tidigare korsning med Homo erectus, neandertalare, arkaiska moderna människor eller någon annan okänd art av Homo. Endast prov av nukleärt DNA kommer att korrekt definiera var i människans släktträd den sibiriska människans släktingar skall placeras. | „ |

## Upptäckt

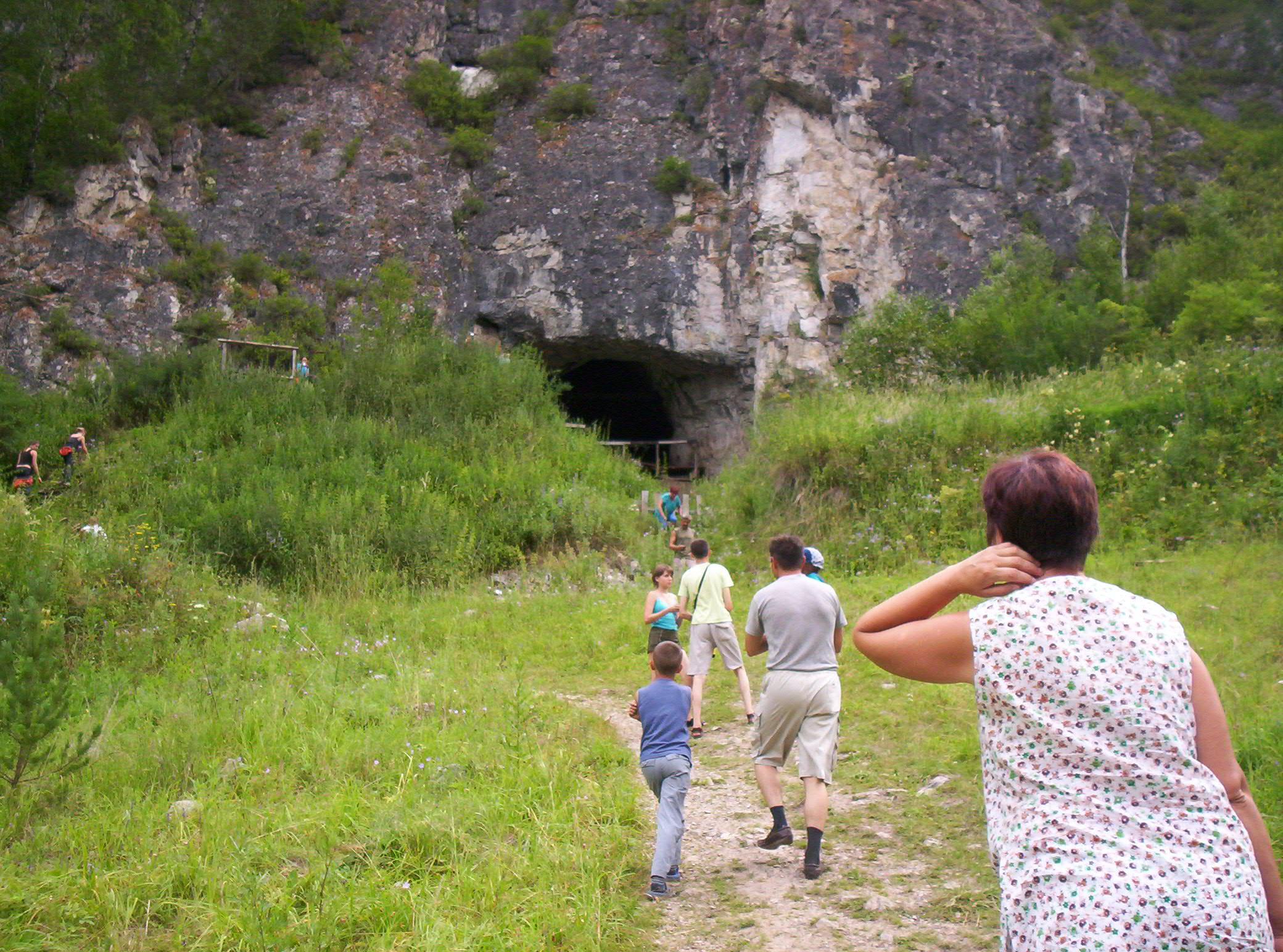
Turister framför Denisovagrottan, där "Kvinna X" hittades år 2008.

2008 upptäckte ryska arkeologer från Institutet för Arkeologi och Etnologi, i Novosibirsk som arbetade vid platsen för Denisovagrottan i Altajbergen i Sibirien ett litet benfragment från lillfingret av en ung hominin. De döpte fyndet till "Kvinna X" (X-woman) (refererande till den kvinnliga nedärvningen av mitokondriellt DNA.), eller denisovakvinnan. Artefakter, inklusive en armring, grävdes fram i grottan på en nivå som med C14-metoden kunde dateras till omkring 40 000 f.Kr.
En grupp vetenskapsmän under ledning av Johannes Krause och den svenske biologen Svante Pääbo från Max Planck-institutet för evolutionär antropologi i Leipzig, Tyskland, sekvenserade mtDNA-extrakt från fragmentet. Tack vare det kalla klimatet på platsen för Denisovagrottan gynnades undersökningen av DNA:s förmåga att kunna bevaras under lång tid vid låg temperatur. Analysen pekar på att moderna människor, neandertalare och denisovamänniskan hade en gemensam förfader för omkring en miljon år sedan. Några studier antyder att moderna människor samexisterade med neandertalare i Europa, och upptäckten ger utrymme för möjligheten att neandertalare, moderna människor och denisovamänniskan kan ha samexisterat. Upptäckten har fått uppmärksamhet även i kulturvetenskaplig forskning då bristen på fysiska bevis gör Denisovamänniskan intressant som studieobjekt rörande kunskapsproduktion och vetenskaplig bevisföring.
DNA-analysen visade vidare att denna nya hominid var resultatet av en tidig migration ut ur Afrika, skild från de senare migrationer som förknippas med neandertalare och moderna människor, men också skild från den tidigare utvandringen från Afrika av Homo erectus. Professor Chris Stringer, forskare om människans ursprung vid Londons Natural History Museum och en av de ledande förespråkarna för den nya hypotesen ut ur Afrika, påpekade: "Detta nya arbete med DNA ger ett helt nytt sätt att se på människans fortfarande dåligt förklarade utveckling i centrala och östra Asien."  Pääbo noterade att förekomsten av denna avlägsna gren ger en mycket mer komplex bild av mänskligheten under sen Pleistocen.
Senare under 2010 beskrevs i en andra rapport från Svante Pääbo-gruppen den tidigare upptäckten, år 2000, av en tredje molar från överkäken från en ung vuxen, daterad till ungefär samma tid (fingret var från nivå 11 i grottsekvensen, tanden från nivå 11.1). Tanden skilde sig i flera avseenden från neantertalarnas medan de hade arkaiska karakteristiska likheter med tänder från Homo erectus. De gjorde åter mitokondriella DNA-analyser på tanden och upptäckte att den hade en annan men liknande sekvens som den i fingerbenet, indikerande tidpunkten då de skulle ha skilts åt till 7 500 år tidigare, och föreslog att den tillhörde en annan individ från samma population.

## Släktskap med moderna människor
Sekvenstester av genomet för denisovamänniskan och sex moderna människor: en från sanfolket (Sydafrika), en  nigerian, en fransman, en från Papua Nya Guinea, en från Bougainville och en hankines, visade att genomen från Melanesien (Papua Nya Guinea och Bougainville) till mellan 4 och 6 procent överensstämmer med denisovamänniskan. Detta kan antingen bero på släktskap eller på kontaminering.  Om resultatet bekräftas kan detta möjligen tolkas som att denisova-generna kom in under den första migrationen av förfäder till melanesierna från Sydostasien. Detta möjliga spår av interaktion antyder i så fall att denisovamänniskan en gång var vitt spridd över östra Asien.

## Habitat och temperatur
Uppgifter om klimatet erhölls genom att undersöka pollen och djurben. Resultaten tyder på att de äldsta bosättningarna för dessa hominider finns i en region som domineras av björk och tallskog och med några stora kala ytor på högre höjder, kännetecknande för ett kyligt men inte kallt klimat. Under de  följande perioderna varierade temperaturen avsevärt. De lägsta temperaturerna uppträdde strax före den senaste istiden, för cirka 30 000 år sedan, och förvandlade området till stäpp.